# Powell County (Montana)
Powell County ist ein County im Bundesstaat Montana der Vereinigten Staaten. Der Sitz der Countyverwaltung (County Seat) befindet sich in Deer Lodge.

## Demografische Daten

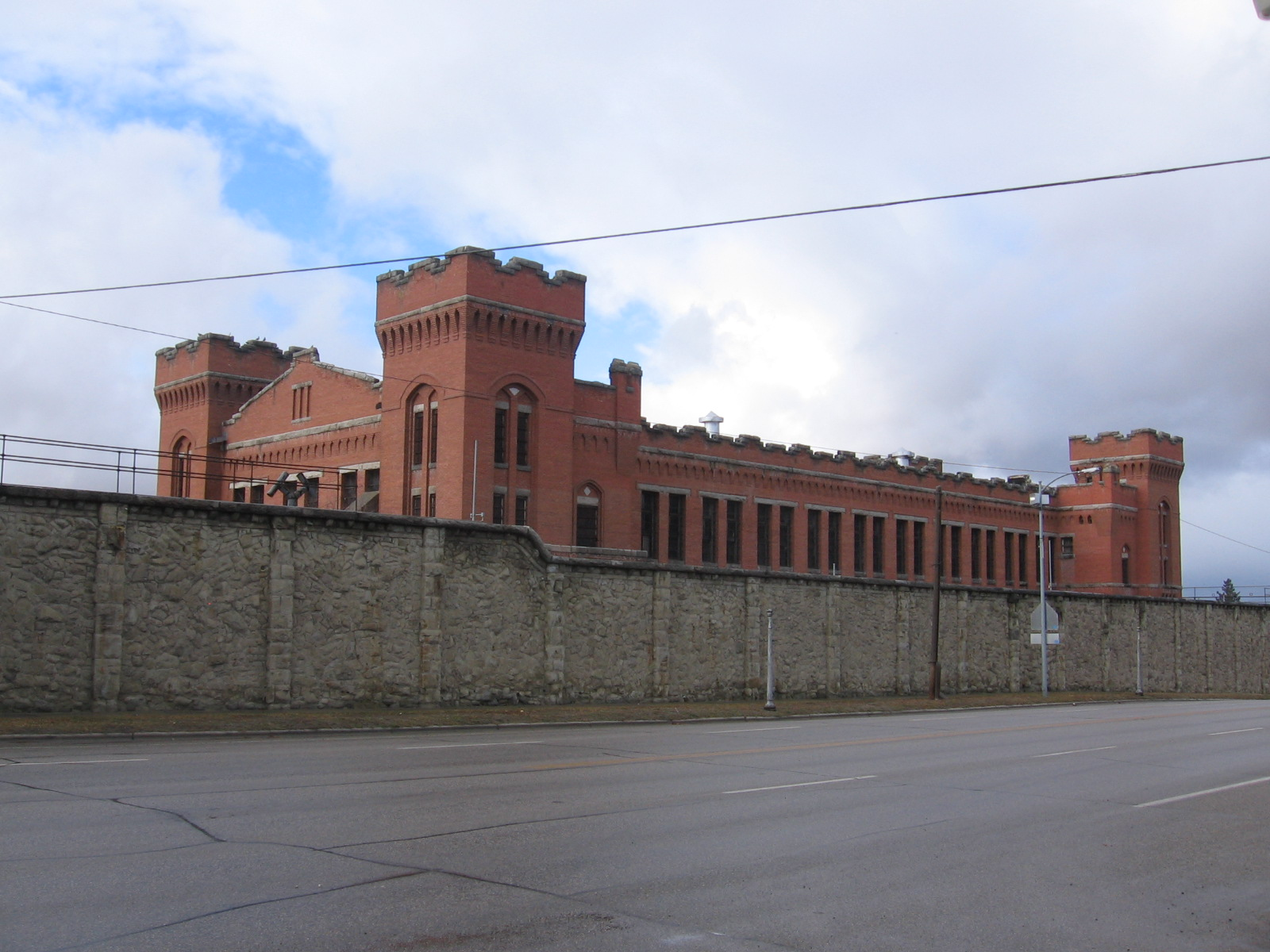
Das Montana Staatsgefängnis, gelistet im NRHP

Nach der Volkszählung im Jahr 2000 lebten im County 7.180 Menschen. Es gab 2.422 Haushalte und 1.634 Familien. Die Bevölkerungsdichte betrug 1 Einwohner pro Quadratkilometer. Ethnisch betrachtet setzte sich die Bevölkerung zusammen aus 92,52 % Weißen, 0,50 % Afroamerikanern, 3,51 % amerikanischen Ureinwohnern, 0,43 % Asiaten, 0,00 % Bewohnern aus dem pazifischen Inselraum und 0,74 % aus anderen ethnischen Gruppen; 2,30 % stammten von zwei oder mehr ethnischen Gruppen ab. 1,95 % der Bevölkerung waren spanischer oder lateinamerikanischer Abstammung.
Von den 2.422 Haushalten hatten 29,50 % Kinder und Jugendliche unter 18 Jahre, die bei ihnen lebten. 55,50 % waren verheiratete, zusammenlebende Paare, 7,70 % waren allein erziehende Mütter. 32,50 % waren keine Familien. 28,60 % waren Singlehaushalte und in 13,30 % lebten Menschen im Alter von 65 Jahren oder darüber. Die Durchschnittshaushaltsgröße betrug 2,39 und die durchschnittliche Familiengröße lag bei 2,93 Personen.
Auf das gesamte County bezogen setzte sich die Bevölkerung zusammen aus 21,20 % Einwohnern unter 18 Jahren, 7,80 % zwischen 18 und 24 Jahren, 30,80 % zwischen 25 und 44 Jahren, 26,20 % zwischen 45 und 64 Jahren und 14,00 % waren 65 Jahre alt oder darüber. Das Durchschnittsalter betrug 40 Jahre. Auf 100 weibliche Personen kamen 143,20 männliche Personen, auf 100 Frauen im Alter ab 18 Jahren kamen statistisch 151,40 Männer.
Das jährliche Durchschnittseinkommen eines Haushalts betrug 30.625 USD, das Durchschnittseinkommen der Familien betrug 35.836 USD. Männer hatten ein Durchschnittseinkommen von 26.366 USD, Frauen 20.457 USD. Das Prokopfeinkommen betrug 13.816 USD. 12,60 % der Bevölkerung und 10,20 % der Familien lebten unterhalb der Armutsgrenze. 16,20 % davon waren unter 18 Jahre und 6,00 % waren 65 Jahre oder älter.

## Geschichte
Im Powell County liegt eine National Historic Site, die Grant-Kohrs Ranch National Historic Site, die auch den Status einer National Historic Landmark hat. 17 Bauwerke und Stätten des Countys sind insgesamt im National Register of Historic Places eingetragen (Stand 7. Februar 2018).

## Orte im Powell County
Citys
| - Deer Lodge |

Census-designated places (CDP)
| - Avon - Elliston - Garrison - Ovando |

Unincorporated Communitys
| - Carpenter’s Bar - Helmville |